# Scardia caucasica
Scardia caucasica är en fjärilsart som beskrevs av Aleksei Konstantinovich Zagulajev 1965. Scardia caucasica ingår i släktet Scardia och familjen äkta malar. Inga underarter finns listade.